# For People in Love 67-68
For People in Love 67-68 är ett samlingsalbum av Hansson & Karlsson, utgivet 2010 på skivbolaget Treffpunkt. Skivan består av tidigare outgivet material och utgavs som dubbel-CD/dubbel-LP. LP-skivan var limiterad till 444 exemplar.
Skivan tillägnades Bo Hansson, som avled 2010.

## Låtlista
Alla låtar är skrivna av Hansson & Karlsson. Spår 1-2 är studioinspelningar gjorda på okänt datum någon gång 1967-68. Spår 3-6 spelades in på Stockholms jazzfestival, Sergelteatern den 26 juli 1968. Spår 7-8 spelades in live någon gång 1967-68. Spår 9-12 spelades in av Sveriges Radio på Gröna Lund den 8 februari 1967. Programmet kallades "Jazz till midnatt" och inspelningarna innehåller en presentation av Lars Resberg.
1. "Untitled Studio I" - 10:35
2. "Untitled Studio II" - 10:13
3. "Untitled Live I" - 8:06
4. "Untitled Live II" - 9:04
5. "Untitled Live III" - 6:35
6. "Untitled Live IV" - 8:14
7. "For Peter" - 12:12
8. "Theme Song" - 2:33
9. "Intro and Warm-Up" - 14:28
10. "God dag, god dag" - 6:50
11. "Last September" - 14:15
12. "Havet, solen och vågorna" - 18:40

Speltid: 2:01:45

## Personal[1]
- Janne "Loffe" Carlsson - trummor
- Bo Hansson - orgel
- Andreas Nordström - design
- Roger Bergner - konvoluttext
- Staffan Holmgren - översättning av konvoluttext
- Torbjörn Ivarsson - mastering
- Lars Resberg - presentation
- Christer Landegren - fotografi
- Gunnar Smoliansky - fotografi
- Gert-Olle Göransson - producent

## Mottagande
Skivan gick relativt obemärkt förbi när den släpptes och således finns endast två recensioner att tillgå. Dagens Nyheter gav skivan betyget 2/5, där recensenten skrev "I någon mån visar den (skivan) att originalalbumen var bättre tänkta, men spelkemin går inte att förneka.".
Musiktidningen Lira gav ett positivt omdöme där recensenten berömde Hansson och Karlssons samspel.